# منطقه ۷۸ (قطر)
منطقه ۷۸ یک منطقهٔ مسکونی در قطر است که در الشمال (شهرداری) واقع شده‌است. منطقه ۷۸ ۴۲۷٫۲ کیلومتر مربع مساحت و ۱٬۶۶۰ نفر جمعیت دارد.